# Leucosyrinx erna
Leucosyrinx erna é uma espécie de gastrópode do gênero Leucosyrinx, pertencente a família Pseudomelatomidae.